# 亀の井別荘
亀の井別荘（かめのいべっそう）は、大分県由布市の由布院温泉にある温泉旅館である。

## 概要
由布院温泉を代表する高級旅館で、由布院の歴史とともに歩み、由布院玉の湯と並びまちづくりの一翼を担ってきた。由布院玉の湯、山荘無量塔とともに、由布院御三家のひとつに数えられる。約30,000m2の敷地に、本館の洋室6室と離れの和室15室のみ。客室内風呂・大浴場ともに天然掛け流しの温泉である。
- 客室数
  - 洋室（本館） - 6室
  - 和室（離れ） - 15室
- 所在地 - 由布市湯布院町川上2633-1

宿泊客以外も利用できる以下の施設が併設されている。
- 湯の岳庵（レストラン）
- 茶房 天井桟敷 / Bar 山猫（喫茶 / バー）
- 鍵屋（売店）

## 沿革
別府温泉で亀の井旅館（のちの亀の井ホテル）などを経営し別府の観光開発に尽力した油屋熊八が、賓客をもてなすために、1921年（大正10年）に由布院金鱗湖畔に建てて片腕・中谷巳次郎に託した草庵がもとになっている。中谷巳次郎は1924年（大正13年）に由布院を訪れた林学者の本多静六の講演を聴き、由布院をドイツに倣った滞在型保養温泉とすることを目指した。
中谷巳次郎の孫の中谷健太郎は、1962年に亀の井別荘を継ぐと、1971年に玉の湯の溝口薫平らとともに50日間にわたりヨーロッパ各地を私費で視察してまちづくりを学び、ゆふいん音楽祭、湯布院映画祭、牛喰い絶叫大会等のイベントを企画するとともに、由布院のまちづくりに貢献し、由布院温泉を国内有数の温泉地に育てた。2009年12月には、第1回観光庁長官表彰を受けている。

## アクセス
- JR九州久大本線由布院駅から徒歩18分